# Kinas volleyballlandshold (damer)
Kinas volleyballlandshold er Kinas landshold i volleyball. Holdet har vundet VM 1982 og 1986 og sommer-OL 1984, 2004 og 2016.